# ロジャー・ディーン・スタジアム
ロジャー・ディーン・スタジアムはアメリカ合衆国フロリダ州ジュピターにある野球場。メジャーリーグベースボール（MLB）傘下マイナーリーグベースボール（MiLB）であるフロリダ・ステート・リーグ（FSL）のジュピター・ハンマーヘッズとパームビーチ・カージナルスの2チームが本拠地にする。また、その2球団の親球団であるマイアミ・マーリンズとセントルイス・カージナルスのスプリングトレーニングの場所としても使用される。
2012年9月2013 ワールド・ベースボール・クラシック予選1組が開催された。

## 註
1. 1 2  Knight, Graham. “Roger Dean Stadium”. Baseball Pilgrimages. 2014年3月5日閲覧。
2. ↑  Jarvis, Gary. “Roger Dean Stadium”. Minor League Ballparks. 2013年10月29日時点のオリジナルよりアーカイブ。2014年3月5日閲覧。
3. ↑  “Pro Baseball Sports Facilities”.   Bredson & Associates, Inc.. 2002年4月10日時点のオリジナルよりアーカイブ。2013年8月8日閲覧。
4. ↑  Dorado, Juan. Roger Dean Stadium to host World Baseball Classic qualifier. TCPalm. The E.W. Scripps Co., Scripps Interactive Newspapers Group. 2012年7月12日.